# The Brave and the Bold (película)
The Brave and the Bold es una próxima película de superhéroes estadounidense basada en DC Comics con los personajes Batman y Robin. Producida por DC Studios y Double Dream, y distribuida por Warner Bros. Pictures, será la tercera película del Universo DC (DCU) y un reinicio de la serie de películas de Batman. La película será dirigida por Andy Muschietti.
El desarrollo de una película independiente de Batman ambientada en el Universo extendido de DC (DCEU) comenzó en octubre de 2014, y se esperaba que Ben Affleck la dirigiera y la protagonizara. Después de que Affleck se fuera en enero de 2019, el proyecto fue reelaborado, dando origen a The Batman (2022) de Matt Reeves, protagonizada por Robert Pattinson, que lanzó su propio universo compartido. Cuando James Gunn y Peter Safran se convirtieron en codirectores ejecutivos de DC Studios, comenzaron a trabajar en una nueva versión de Batman, separada de Affleck y Pattinson, para el DCU. Basado en el trabajo de Grant Morrison en los cómics Batman (2006-2013), explorará la "Bat-Familia" por primera vez en películas de acción real desde Batman & Robin (1997), e incluirá la presentación del hijo de Batman, Damian Wayne, como una versión de Robin. Muschietti se incorporó como director en junio de 2023.
The Brave and the Bold se estrenará en cines en Estados Unidos. Será parte del Capítulo Uno: Dioses y Monstruos del Universo DC (DCU).

## Reparto
- Bruce Wayne / Batman: Un hombre de negocios y miembro de la alta sociedad en Gotham City que trabaja como vigilante enmascarado[1]
- Damian Wayne / Robin: el hijo de Bruce que fue entrenado en secreto como asesino durante los primeros ocho a diez años de su vida[1]

## Producción

### Antecedentes
Ben Affleck fue elegido como Bruce Wayne / Batman en agosto de 2013, para aparecer en múltiples películas ambientadas en el Universo extendido de DC (DCEU). Hizo su debut en Batman v Superman: Dawn of Justice (2016), antes de aparecer en Escuadrón Suicida (2016) y Liga de la Justicia (2017). En octubre de 2014, Warner Bros. reveló planes para una película independiente de Batman protagonizada por Affleck, y estaba en negociaciones para dirigir y coescribir la película en julio de 2015. En enero de 2017, Affleck dijo que dejaría el cargo de director de la película, y fue reemplazado por Matt Reeves. A finales de año, la película había sido reelaborada en The Batman (2022), que está separada del DCEU. Robert Pattinson fue elegido para la película como una versión más joven de Batman, y Reeves comenzó a planificar su propio universo compartido centrado en Batman que incluía una trilogía cinematográfica y varias series derivadas.
Discovery Inc. y Warner Bros.' la empresa matriz WarnerMedia se fusionó en abril de 2022 para convertirse en Warner Bros. Discovery (WBD), dirigida por el presidente y director ejecutivo David Zaslav. Se esperaba que la nueva empresa se reestructurara DC Entertainment y Zaslav comenzó a buscar un equivalente al presidente de Marvel Studios Kevin Feige para dirigir la nueva filial. Escritor El director James Gunn y el productor Peter Safran fueron anunciados como copresidentes y codirectores ejecutivos de los recién formados DC Studios a finales de octubre de 2022. Una semana después de comenzar sus nuevos roles, la pareja había comenzado a desarrollar un plan de ocho a diez años para un nuevo Universo DC (DCU) que sería un "reinicio suave" del DCEU. Zaslav dijo sobre el nuevo plan: "No serán cuatro Batman". Se confirmó que Affleck no retomará su papel en el futuro, pero había potencial para que dirigiera un proyecto de DCU.

### Desarrollo

Logo del Universo DC - DCU.

En diciembre de 2022, Gunn dijo que Batman sería "una gran parte de la DCU", y desacreditó los informes de que la versión de Pattinson del personaje se integraría con la DCU. El mes siguiente, Reeves dijo que se reuniría con Gunn y Safran para discutir cómo podrían evitar que sus planes chocaran. El 31 de enero, Gunn y Safran dieron a conocer los primeros proyectos de su lista de DCU, que comienza con el Capítulo Uno: Dioses y Monstruos. La tercera película de ese capítulo presenta la versión DCU de Batman y se titula The Brave and the Bold. Se esperaba que la versión de Reeves de Batman continuara fuera de la continuidad de DCU bajo el sello DC Elseworlds. Gunn y Safran dijeron que The Brave and the Bold exploraría a los miembros de la "Bat-Familia" por primera vez en una película desde Batman & Robin (1997), incluyendo la introducción del hijo de Batman Damian Wayne como una versión de Robin. Gunn dijo que la película sería una "extraña historia de padre e hijo" sobre Batman y Robin basada en los cómics de Grant Morrison de 2006 a 2013. Los cómics de Morrison aparecieron en la lista de cómics más vendidos de Amazon al día siguiente.
Andy Muschietti fue la primera elección del estudio para dirigir la película en junio. Anteriormente dirigió la película del DCEU The Flash (2023), que presentaba las respectivas versiones de Batman de Affleck y Michael Keaton. Según se informa, Muschietti no se comprometería formalmente con la película hasta que se materializara un guion después de que concluyera la huelga del Sindicato de Guionistas de Estados Unidos de 2023. Sin embargo, Muschietti fue confirmado como director antes de The Flash  se lanzará a finales de ese mes, con su hermana Barbara lista para producir a través de su productora Double Dream junto a Gunn y Safran. La escritora de  The Flash  Christina Hodson, que también es miembro de la sala de guionistas del DCU, estaba interesada en escribir la película, pero decidió trabajar en la secuela de Fast X (2023).

## Estreno
The Brave and the Bold está programado para ser estrenado en cines por Warner Bros. Pictures en los Estados Unidos. Será parte del Capítulo Uno: Dioses y Monstruos del Universo DC (DCU).